# Edwin Eugene Bagley
Edwin Eugene Bagley (Craftsbury (Vermont), 29 mei 1857 – Keene (New Hampshire), 29 januari 1922) was een Amerikaans componist, zanger (bariton), kornettist en trombonist. Hij is een broer van de cornettist Ezra Mahon Bagley (1853-1886).

## Levensloop
De gebroeders Bagley behoorden al vroeg bij de muziekverenigingen en bands van hun stad. Edwin Eugene Bagley begon zijn muzikale carrière op negenjarige leeftijd als zanger en komediant bij "Leavitt’s Bellringers", een gezelschap van entertainers die door grote steden van het hele land trokken. Bij een vergelijkbare gezelschap, de "Swiss Bellringers" begon hij cornet te spelen en bleef in dit gezelschap rond zes jaar. Daarna werd hij lid in "Blaisdell’s Orchestra of Concord" te New Hampshire.
In 1880 werd hij kornet solist in het orkest van het Park Theatre in Boston (Massachusetts). Vervolgens was hij lid in het orkest van de opera company Bostonians. In dit orkest wisselde hij het instrument van kornet naar trombone. Daarna werd hij lid van de Germania Band of Boston en van het Boston Symphony Orchestra.

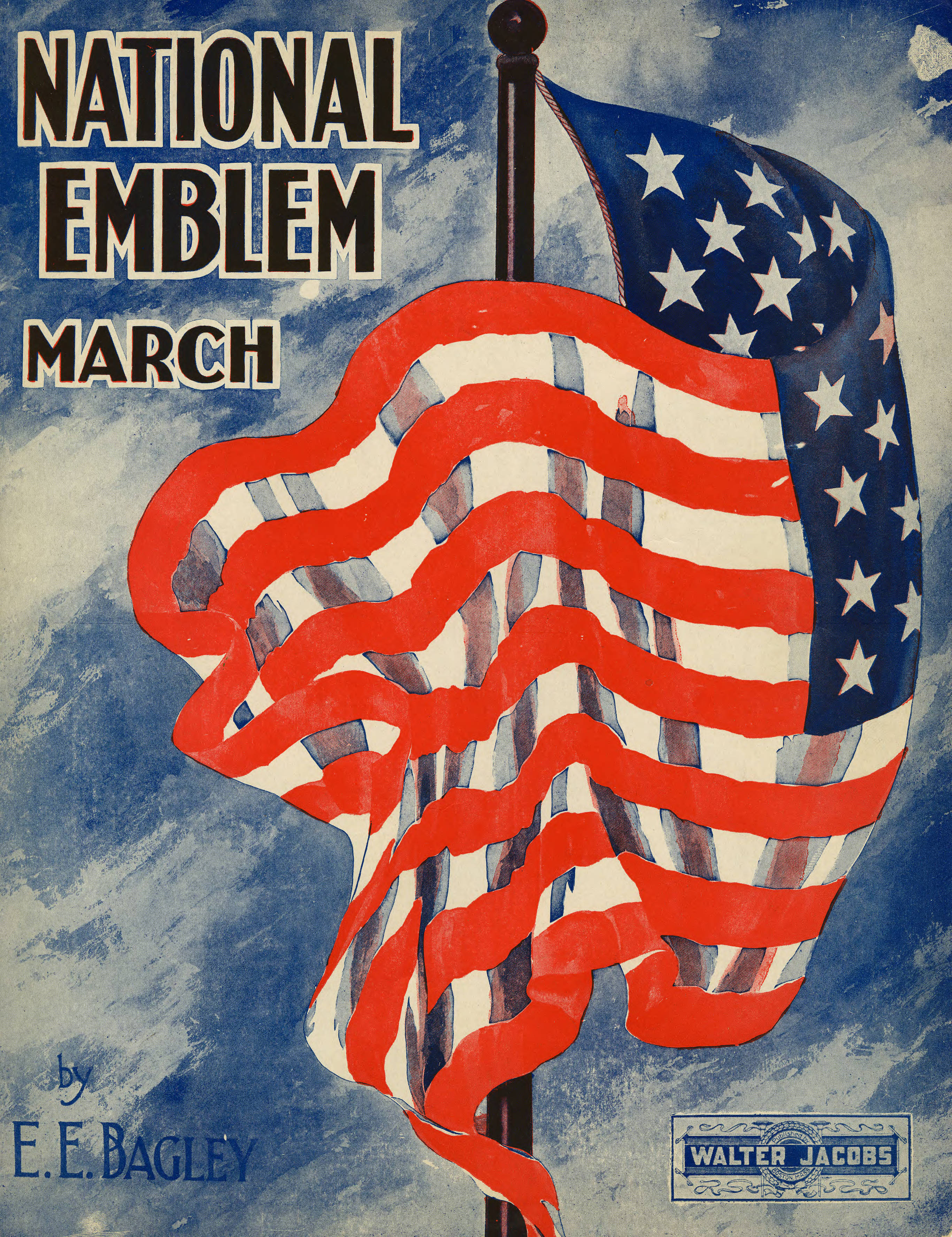
National Emblem, omslag van de bladmuziekuitgave door Walter Jacobs

Naast John Philip Sousa's The Stars and Stripes forever is Edwin Eugene Bagleys National Emblem de bekendste Amerikaanse mars. Regelmatig wordt deze mars als patriottisch werk bij de viering van de Onafhankelijkheidsdag samen met The Stars and Stripes forever uitgevoerd.

## Composities

### Werken voor harmonieorkest
- 1900 The Morning Light
- 1901 The Imperial
- 1902 Holy Cross Commandery
- 1902 Patriot March
- 1902 Post 68 G.A.R.
- 1902 Royal March
- 1902 National Emblem[1]
- 1907 The Ambassador
- 1908 America Victorious
- 1908 Arbitrator
- 1908 Colonel Estey
- 1908 Our Republic
- 1909 Front Section
- 1911 Knight Templar
- 1915 L'Agresseur
- 1917 Counselor
- (American) Farm Bureau
- Father of his Country
- Federation March
- Hike
- Regent March